# Kapel Milanen

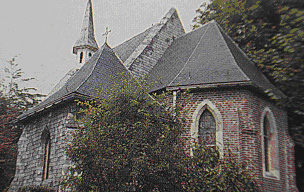
Kapel Milanen

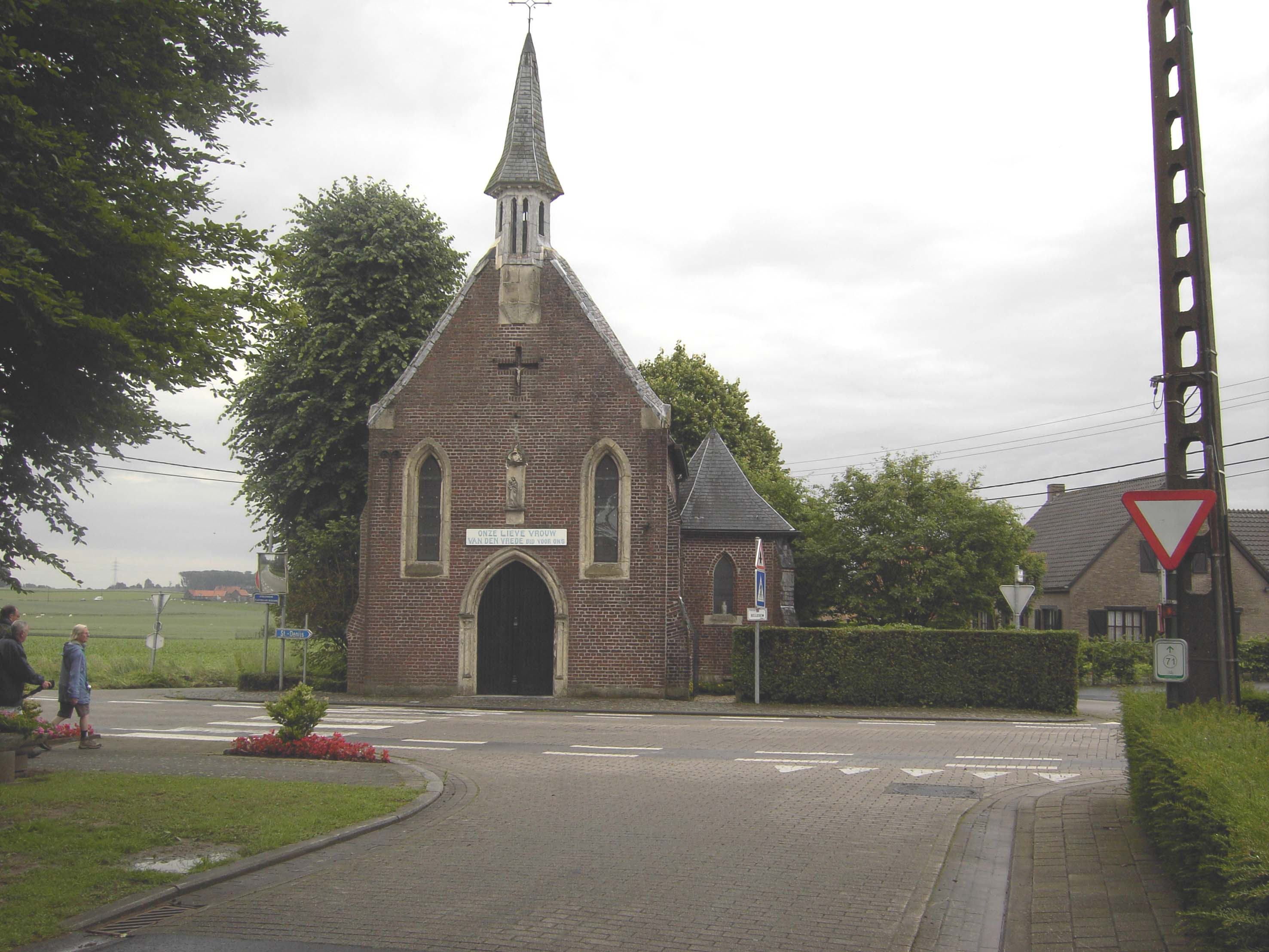
Kapel Milanen

De Kapel Milanen (in de volksmond kapelle Meloane) is een kapel in Zwevegem. Ze is gelegen op het kruispunt van de Bellegemstraat en de Kapel Milanenstraat en is eigendom van de familie de Bethune. Het is een neogotische kapel uit 1846 en werd gebouwd door architect Jean de Bethune uit Marke. De kapel werd op 8 september 1847 ingewijd door deken J. Seghers, pastoor van Onze-Lieve-Vrouw te Kortrijk. De 11 kleurrijke glasramen van de kapel werden ontworpen door de architect van de kapel, Jean de Bethune tussen 1856 en 1869. De vensters tonen de patroonheiligen van de familie de Bethune. Ook Jean Baptiste de Bethune en echtgenote Emilia van Outryve d'Ydewalle zijn in een van de brandramen vereeuwigd.

## Geschiedenis
Doorheen de tijd werd de kapel drie maal opgebouwd. De eerste werd gebouwd door van Halewijn, heer van Zwevegem. De kapel werd door François-René Boussen, bisschop van Brugge ingewijd. De tweede kapel dateert uit de 18de eeuw, was zeshoekig en in het bezit van kanunnik G.F. Tanghe. De derde en huidige kapel is de constructie van Jean de Bethune, en werd gebouwd tussen 1846 en 1847. De huidige kapel bestaat uit een vijfhoekig koortje dat versierd wordt door een houten Sint-Rochusbeeld. In het midden van de kapel bevindt zich een 16e-eeuws beeld van Onze-Lieve-Vrouw van Milanen. Het Onze-Lieve-Vrouwebeeld wordt omringd door de Heiligen Antonius, Elisabeth, Clara en Eligius.

## Onze Lieve Vrouw
In de Milanenkapel wordt Onze-Lieve-Vrouw vereerd. Boven de inkomdeuren van de kapel staat de spreuk "Onze-Lieve-Vrouw van den vrede bid voor ons". De spreuk werd pas na de oorlog aangebracht en vindt men ook terug op andere kapellen uit die tijd.

## Milanenkermis
Vanaf 8 september werd er vroeger een noveen met bedevaart gehouden wat uitgroeide tot de Milanenkermis. Wellicht ligt hier de oorsprong van de hedendaagse "Zwevegem kermis" in het tweede weekend van september. Tijdens de maand september wordt er nog ieder jaar een mis opgedragen in de kapel voor de familie de Bethune.

## Naam kapel Milanen
Over de naam bestaan enkele theorieën. Een eerste zegt dat de kapel haar naam dankt aan het feit dat zij te midden van lanen ligt. In de volksmond was die vroeger "midlanen". Een andere verklaring stelt dat Milanen te maken heeft met de legende van de Onze Lieve Vrouw van Milanen. Twee pelgrims uit Heestert en Sint-Denijs gingen op bedevaart naar Rome en Jeruzalem. Op hun tocht vonden ze in een bos in de omgeving van Milaan een beeld van de Onze-Lieve-Vrouw, dat ze meebrachten naar huis. Deze legende vindt men terug in het boek "De Milanenkapel van Onze Lieve Vrouw te Sweveghem", geschreven door kanunnik G. F. Tanghe in 1866, eigenaar van de tweede kapel. Een derde versie verklaart dat de naam "Milanen" afgeleid is van melane, dit betekent kleine beek. De kapel van Milanen ligt dicht bij de Kasteelbeek.